# Skarżysko Książęce
Skarżysko Książęce – część miasta Skarżyska-Kamiennej, położona w północnej części miasta. Do końca 1999 roku stanowiła samodzielną miejscowość. Wchodzi w skład osiedla administracyjnego Książęce.
Przez Skarżysko Książęce przebiega trasa drogi krajowej nr 7 z Warszawy do Krakowa. Znajduje się tu kościół pw. Matki Boskiej Częstochowskiej.

## Historia
Według Jana Długosza w XV w. wieś była własnością Stanisława Szydłowieckiego, Eustachego Sporowskiego i Dobiesława Karśnickiego. Długosz zapisał tę miejscowość pod nazwą S. militaris. Ze znajdujących się tu łanów kmiecych dziesięcinę snopową i konopną oddawano plebanowi w Chlewiskach.
W 1827 r. było tu 9 domów i 77 mieszkańców. W 1880 r. już 93 domy, 676 mieszkańców i 1697 morgów ziemi włościańskiej. Znajdował się tu także folwark donacyjny o powierzchni 77 morgów. Działała szkoła początkowa oraz urząd leśnictwa dla Szydłowca.
W latach 1867–1939 należało do gminy Szydłowiec w powiecie koneckim, początkowo w guberni kieleckiej, a od 1919 w woj. kieleckim. Tam 4 listopada 1933 utworzyło gromadę w gminie Szydłowiec o nazwie Skarżysko Książęce, składającą się ze wsi Skarżysko Książęce, kolonii Szydłówek-Łąki, kolonii Szynkari-Podświerczek oraz części lasów państwowych Nadleśnictwa Skarżysko. 1 kwietnia 1939 wyłączone z gminy Szydłowiec w powiecie koneckim i włączone do gminy Skarżysko Kościelne w powiecie iłżeckim.
Podczas II wojny światowej włączone do Generalnego Gubernatorstwa (dystrykt radomski, powiat starachowicki), nadal jako odrębna gromada w gminie Skarżysko Kościelne, licząca 1871 mieszkańców.
Po wojnie w województwie kieleckim, nadal jako jedna z 9 gromad gminy Skarżysko Kościelne w reaktywowanym powiecie iłżeckim. W związku z reformą znoszącą gminy jesienią 1954 roku, Skarżysko Książęce weszło w skład nowo utworzonej gromady Skarżysko Książęce, wraz z Pogorzałem (ze zniesionej gminy Bliżyn w powiecie kieleckim). 1 stycznia 1969 gromadę Skarżysko Książęce wyłączono z powiatu iłżeckiego i przyłączono do powiatu szydłowieckiego w tymże województwie, gdzie przetrwała do końca 1972 roku.
W związku z kolejną reformą administracyjną w 1973 roku Skarżysko Książęce weszło w skład reaktywowanej gminy Szydłowiec w powiecie szydłowieckim, który przetrwał do 31 maja 1975. Od 1 czerwca 1975 Skarżysko Książęce należało do województwa radomskiego. W związku z kolejną reformą administracyjną znalazło się w województwie mazowieckim, w powiecie szydłowieckim. 1 stycznia 2000 Skarżysko Książęce zostało przyłączone do województwa świętokrzyskiego i powiatu skarżyskiego, stając się częścią miasta Skarżyska-Kamiennej jako Osiedle Książęce.
| Okres     | Gromada            | Gmina               | Powiat        | Województwo         |
| --------- | ------------------ | ------------------- | ------------- | ------------------- |
| 1867–1918 | –                  | Szydłowiec          | konecki       | gubernia kielecka   |
| 1919–1933 | –                  | Szydłowiec          | konecki       | woj. kieleckie      |
| 1933–1939 | Skarżysko Książęce | Szydłowiec          | konecki       | woj. kieleckie      |
| 1939–1939 | Skarżysko Książęce | Skarżysko Kościelne | iłżecki       | woj. kieleckie      |
| 1940–1945 | Skarżysko Książęce | Skarżysko Kościelne | starachowicki | dystrykt radomski   |
| 1945–1954 | Skarżysko Książęce | Skarżysko Kościelne | iłżecki       | woj. kieleckie      |
| 1954–1968 | Skarżysko Książęce | –                   | iłżecki       | woj. kieleckie      |
| 1969–1972 | Skarżysko Książęce | –                   | szydłowiecki  | woj. kieleckie      |
| 1973–1975 | –                  | Szydłowiec          | szydłowiecki  | woj. kieleckie      |
| 1975–1998 | –                  | Szydłowiec          | –             | woj. radomskie      |
| 1999–1999 | –                  | Szydłowiec          | szydłowiecki  | woj. mazowieckie    |
| 2000–     | –                  | Skarżysko-Kamienna  | skarżyski     | woj. świętokrzyskie |

## Zasięg terytorialny
Osiedle Książęce obejmuje swoim zasięgiem następujące ulice:
- Długa
- Działkowa
- Jałowcowa
- Kopernika – od nr 118 do końca
- Kościelna
- Książęca
- Mała
- Miła
- Laskowa
- Podlaska
- Rycerska
- Turystyczna
- Warszawska – od nr 95 do końca (nieparzyste) i od nr 102 do końca (parzyste) (droga krajowa nr 7)